# François Cluzet
François Cluzet (Paris, 21 de setembro de 1955) é um ator de teatro francês, mais conhecido no mundo por fazer o papel do tetraplégico rico no sucesso internacional Intouchables (2011). Em 2007, ganhou o prêmio francês César depois de estrelar como um médico suspeito de duplo homicídio no thriller Ne le dis à personne.

## Vida e carreira
Cluzet cresceu em Paris, e fez sua estreia nos palcos em 1976. Três anos depois, ele fez sua aparição estréia na tela grande no Coquetel Molotov com Diane Kurys. Um ano depois, Cluzet apareceu no drama familiar Cheval d'orgueil, dirigido por Claude Chabrol. Os dois se reuniram em 1982 para Les Fantômes du chapelier. Em 1983, atuou em Cluzet L'Été meurtrier com Jean Becker. Ele foi nomeado para um César como melhor coadjuvante do ano, no mesmo ano, ele fez uma lista para melhor macho novo filme Vive la sociale.
Em 1994, Cluzet tentou o cinema internacional, atuando em conjunto no filme Prêt-à-porter, do diretor Robert Altman e romance Beijo Francês com Lawrence Kasdan. Ele voltou para o cinema francês e comédia em 1995 com Les Apprentis (César nomeação para melhor actor) e Enfants de salaud com Tonie Marshall, depois de uma nova Claude Chabrol: Rien ne va plus, em 1997. Cluzet foi frequentemente retratado um papel do escritor atormentado: Fin août, début septembre com Olivier Assayas, L'Examen de minuit (1998) e Je suis un assassino (2004). Ele jogou o dobro do John Lennon em Janis et John (2003) e um animador de tele-compras em França Boutique (2004). Em 2005, ele jogou em Le Domaine perdu com Raoul Ruiz. O filme retratou o golpe de 1973 d'état em Chile.

## Filmografia
| Ano  | Título                       | Personagem               | Diretor                           |
| ---- | ---------------------------- | ------------------------ | --------------------------------- |
| 1979 | Cocktail Molotov             | Bruno                    | Diane Kurys                       |
| 1980 | The Horse of Pride           | Pierre-Alain, the father | Claude Chabrol                    |
| 1982 | The Hatter's Ghost           | the journalist           | Claude Chabrol                    |
| 1982 | Entre Nous                   | a soldier                | Diane Kurys                       |
| 1983 | One Deadly Summer            | Mickey                   | Jean Becker                       |
| 1985 | Round Midnight               | François Borler          | Bertrand Tavernier                |
| 1985 | États d'âme                  | Pierrot                  | Jacques Fansten                   |
| 1985 | Elsa, Elsa                   | Ferdinand, as adult      | Didier Haudepin                   |
| 1985 | Rue du départ                | Paul Triana              | Tony Gatlif                       |
| 1987 | Association of Wrongdoers    | Thierry                  | Claude Zidi                       |
| 1988 | Chocolat                     | Marc                     | Claire Denis                      |
| 1988 | Force majeure                | Daniel                   | Pierre Jolivet                    |
| 1988 | Story of Women               | Paul                     | Claude Chabrol                    |
| 1988 | Deux                         | Louis                    | Claude Zidi                       |
| 1989 | Too Beautiful for You        | Pascal Chevassu          | Bertrand Blier                    |
| 1989 | La Révolution française      | Camille Desmoulins       | Robert Enrico                     |
| 1992 | Olivier, Olivier             | Serge Duval              | Agnieszka Holland                 |
| 1992 | L'Instinct de l'ange         | Ernest Devrines          | Richard Dembo                     |
| 1994 | Le Vent du Wyoming           | Chester                  | André Forcier                     |
| 1994 | L'Enfer                      | Paul Prieur              | Claude Chabrol                    |
| 1994 | Prêt-à-porter                | Nina's assistant         | Robert Altman                     |
| 1995 | French Kiss                  | Bob                      | Lawrence Kasdan                   |
| 1995 | The Horseman on the Roof     | the doctor               | Jean-Paul Rappeneau               |
| 1995 | Les Apprentis                | Antoine                  | Pierre Salvadori                  |
| 1996 | Enfants de salaud            | Sandro                   | Tonie Marshall                    |
| 1997 | The Swindle                  | Maurice                  | Claude Chabrol                    |
| 1998 | Late August, Early September | Adrien                   | Olivier Assayas                   |
| 2001 | The Adversary                | Luc                      | Nicole Garcia                     |
| 2002 | Janis et John                | Walter Kingkate          | Samuel Benchetrit                 |
| 2003 | Je suis un assassin          | Ben Castelano            | Thomas Vincent                    |
| 2006 | Tell No One                  | Alexandre Beck           | Guillaume Canet                   |
| 2007 | Détrompez-vous               | Lionel                   | Bruno Dega                        |
| 2008 | Les Liens du Sang            | Gabriel                  | Jacques Maillot                   |
| 2008 | Paris                        | Philippe Verneuil        | Cédric Klapisch                   |
| 2009 | In the Beginning             | Philippe Miller          | Xavier Giannoli                   |
| 2010 | Little White Lies            | Max Cantara              | Guillaume Canet                   |
| 2010 | Les Petits Mouchoirs         | Max Cantara              | Guillaume Canet                   |
| 2011 | The Art of Love              | Achille                  | Emmanuel Mouret                   |
| 2011 | Intouchables                 | Philippe                 | Eric Toledano and Olivier Nakache |
| 2011 | Um Monstro em Paris          | Victor Maynott (voz)     | Bibo Bergeron                     |
| 2014 | O grande assalto 11.6        | Toni Musulin             | Philippe Godeau                   |
| 2016 | Doce Veneno                  | Antoine                  | Jean-François Richet              |
| 2016 | Insubstituível               | Jean-Pierre Werner       | Thomas Lilti                      |

## Teatro
- 1992 — Belgicae de Anita Van Belle, dirigido por Pierre Pradinas, no Festival d'Avignon

## Prêmios
- Ganhador do César de melhor ator
  - 2007 — Ne le dis à personne
- 3 indicações ao César de melhor ator
  - 1995 — Les Apprentis
  - 2009 — À l'Origine
  - 2009 — Le Dernier pour la Route
- 4 indicações ao César de melhor ator secundário
  - 1983 — L'Été meurtrier
  - 1988 — Force majeure
  - 1989 — Trop belle pour toi
  - 2002 — L'Adversaire